# Реднапп, Джейми
Джейми Фрэнк Реднапп (англ. Jamie Frank Redknapp) (род. 25 июня 1973 года, д. Бартон-на-море, ныне часть Нью-Милтона, графство Хэмпшир, Англия) — английский футболист, полузащитник. Сын известного тренера Харри Реднаппа, двоюродный брат другого знаменитого футболиста Фрэнка Лэмпарда. Большую часть своей карьеры провёл в «Ливерпуле», в котором числился капитаном с 1999 года. Участник чемпионата Европы 1996 года (сыграл всего 2 матча, получив травму в групповом матче с Шотландией). Был вынужден завершить выступления в возрасте 31 года в связи с серьёзной травмой колена. В настоящее время работает комментатором и экспертом на канале «Скай Спортс».

## Карьера
Реднапп родился в городе Бартон-он-Си, Хэмпшир и начал свою карьеру в команде «Тоттенхэм», как игрок молодежной команды, но отклонил их предложение о контракте, чтобы играть в Борнмуте под руководством своего отца, менеджера Гарри Реднаппа. Позже, он стал играть за «Ливерпуль», где Реднапп провел лучший этап своей карьеры. После этого, Реднапп вернулся и играл два с половиной сезона за «Тоттенхэм», и, наконец, присоединился к «Саутгемптону», где он играл под руководством своего отца во второй раз. Реднапп был также игроком сборной Англии — 17 матчей и один гол.

## Личная жизнь
В 1998 году Джейми Рэднапп женился на Луизе Нёрдинг, бывшей участнице британской поп-группы «Eternal». У пары двое сыновей — Чарльз Уильям Реднапп (род. 27 июля 2004) и Бо Генри Реднапп (род. 10 ноября 2008). В 2018 году пара развелась.
В октябре 2021 года женился на Фриде Андерссон-Лаури. У пары есть сын Рафаэл Андерс Рэднапп (род. ноябрь 2021).

## Интересные факты
В середине 90-х годов Джейми вместе с партнёрами по «Ливерпулю» Полом Инсом, Робби Фаулером, Стивом Макманаманом, Стэном Коллимором, Дэвидом Джеймсом и Джейсоном Макатиром входил в состав так называемых «Спайс Бойз» — группы талантливых футболистов «красных», которые при своём бесспорном таланте так и не смогли добиться с клубом серьёзного успеха, а своё время, по мнению прессы, посвящали не тренировкам и подготовкам к матчам, а выбору новой одежды и посещению модных клубов.

## Достижения
- Обладатель Кубка Лиги (1995, 2001)
- Обладатель Кубка Англии (2001)
- Финалист Кубка Англии (1996)
- Обладатель Кубка УЕФА (2001)
- Обладатель Суперкубка Англии (2001)
- Обладатель Суперкубка Европы (2001)